# 菅原慎介
菅原慎介（8月28日—）是日本的男性聲優，Sigma Seven e所屬。

## 出演作品
粗體字為主要角色

### 電視動畫
2015年
- Lance N' Masques（不良男們）#7

2016年
- 重裝武器（兵士、操作員、衛生兵）
- 疾走王子Alternative（同學）#10
- 飛翔的魔女（倉本圭）[1]
- DAYS（房總9號、他校生）
- TABOO TATTOO－禁忌咒紋－（トシ）
- Regalia 三聖星（作業員、記者、店主、住民）
- 發條精靈戰記 天鏡的極北之星（艾吉、科薩拉）
- 時間飛船24（出來內、原始人、對戰者A、眾士兵）
- 漂流武士（妖精）
- Lostorage incited WIXOSS（白井翔平）[2]

2017年
- 時間飛船24（足球選手）
- 幼女戰記（廣播、訓練生、航海士、聯絡將校）
- 風夏（男性客）
- 學園少女突襲者 Animation Channel（記者）
- 愛麗絲與藏六（林一郎）
- 騎士&魔法（阿奇德·歐塔）
- 妖怪公寓的優雅日常（不良B、男子C）
- 食戟之靈 餐之皿（男性客）
- 泥鯨之子們在沙地上歌唱（ロウ）
- 時間飛船24 逆襲的三惡人（愛迪生機械、記者）

2018年
- 粗點心戰爭2（播報員）
- 博多豚骨拉麵團（暴漢）
- Lostorage conflated WIXOSS（白井翔平）
- 擁抱！光之美少女（男子）
- DEVILSLINE 惡魔戰線（森澤研一、自警團）
- 最終休止符 -無止境的螺旋物語-（傭人）
- Planet With（根津屋正義[3]）
- 搖曳莊的幽奈小姐（僧兵、學生、魚人）
- 哥布林殺手（冒險者）

2019年
- 笑容的代價（沙夫分隊長）
- 飛翔吧！戰機少女（操作員）
- 家有女友（芝田）
- 我們真的學不來（男子A）
- 一拳超人（護肩俠、射手）

2020年
- DECA-DENCE（操作員A）

2021年
- 裏世界遠足（學生、城鎮的人們）
- 演劇偶像（健健）
- SSSS.DYNAZENON（車內廣播）
- 持續狩獵史萊姆三百年，不知不覺就練到LV MAX（世界樹之獸）

2023年
- 七魔劍支配天下（凱·格林伍德[4]）

2024年
- 月光下的異世界之旅 第二幕（ミスラ＝カズパー[5]）
- WIND BREAKER—防風少年—（栗田順平[6]）
- 吸血鬼男子宿舍（學生B）
- 黑執事 -寄宿學校篇-（邁邱西奧）
- 新人大叔冒險者，被最強隊伍操到死成無敵（魔導考官、親衛隊隊員E、友人、接待處）
- 重啟人生的千金小姐正在攻略龍帝陛下（北方師團兵士B、ミハリ）

### OVA
2017年
- Lostorage conflated WIXOSS -missing link-（白井翔平）

### 遊戲
2015年
- 亞爾斯蘭戰記×無雙（兵卒）

2019年
- 怪物彈珠（奇魂）

### 其它
- AnimeJapan 2016「飛翔的魔女」（2016年3月27日）[7]

## 注解
1. ↑  . 電視動畫「飛翔的魔女」官方網站.   [2016年6月1日]. （原始内容存档于2016年4月28日）.
2. ↑  . 電視動畫「Lostorage incited WIXOSS」官方網站.   [2016年8月19日]. （原始内容存档于2016年8月11日）.
3. ↑  . 電視動畫「Planet With」官網.   [2018-03-23]. （原始内容存档于2018-07-22）.
4. ↑  . Comic Natalie. 2023-03-10  [2023-03-10]. （原始内容存档于2023-03-16） （日语）.
5. ↑  . Comic Natalie. 2023-11-22  [2023-11-22]. （原始内容存档于2023-11-22） （日语）.
6. ↑  . 電視動畫『WIND BREAKER』.   [2024-04-12]. （原始内容存档于2024-04-04）.
7. ↑  @アニメ「ふらいんぐうぃっち」.  (推文). 2016年3月19日  [2016年6月1日] –Twitter.

## 外部連結
- 菅原慎介簡歷 （页面存档备份，存于）（日語）
  - CLARE VOICE所屬時簡歷（日語）